# Duroia prancei
Duroia prancei är en måreväxtart som beskrevs av Julian Alfred Steyermark. Duroia prancei ingår i släktet Duroia och familjen måreväxter. Inga underarter finns listade i Catalogue of Life.